# Brett Carson
Brett Carson (* 29. November 1985 in Regina, Saskatchewan) ist ein ehemaliger kanadischer Eishockeyspieler und derzeitiger -scout, der im Verlauf seiner aktiven Karriere zwischen 2001 und 2022 unter anderem 336 Spiele in der American Hockey League (AHL) auf der Position des Verteidigers bestritten hat. Darüber hinaus absolvierte Carson weitere 90 Partien für die Carolina Hurricanes und Calgary Flames in der National Hockey League (NHL).

## Karriere

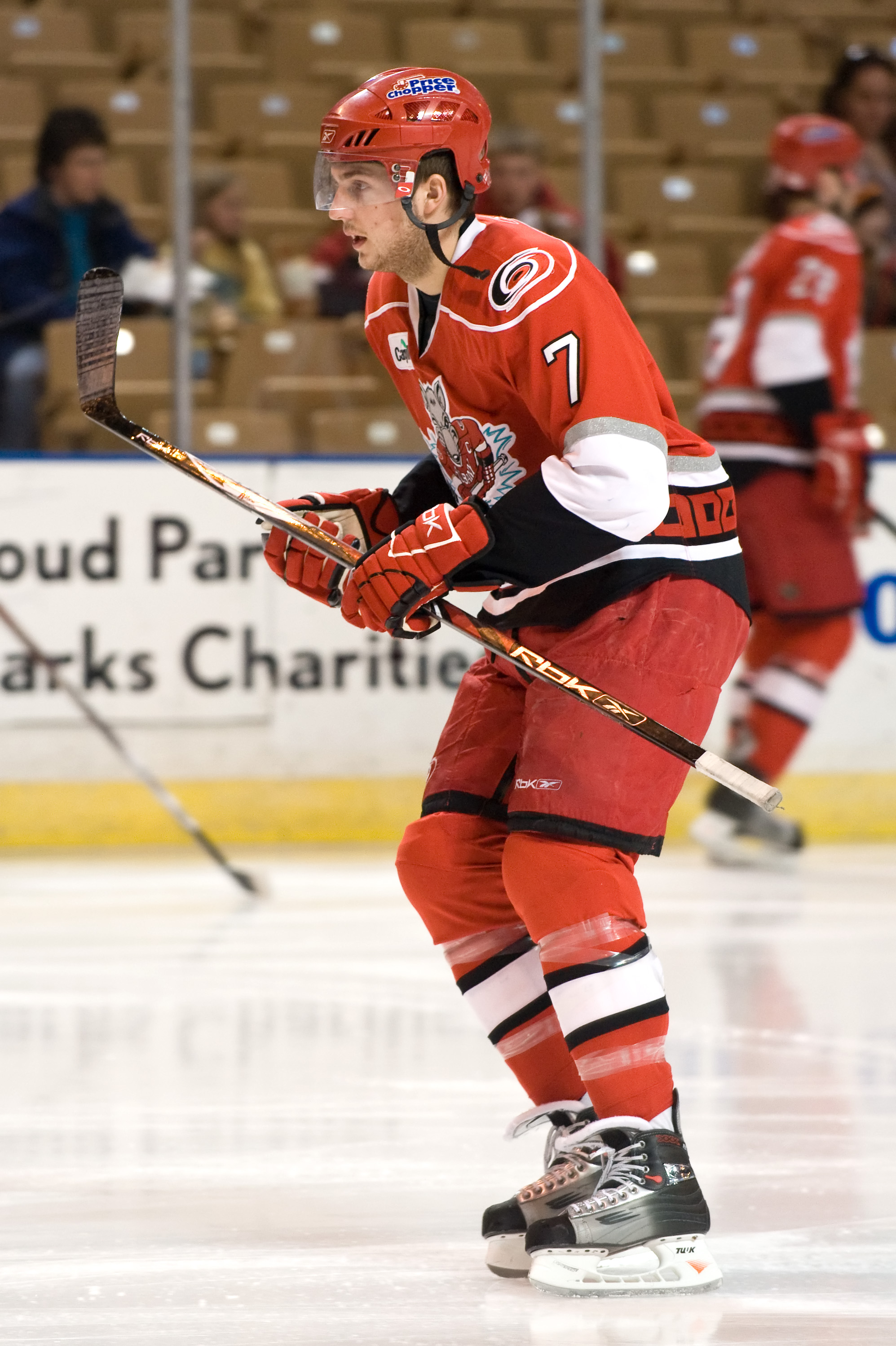
Carson im Trikot der Albany River Rats (2008)

Brett Carson begann seine Karriere als Eishockeyspieler in der Western Hockey League (WHL), in der er von 2001 bis 2006 für die Moose Jaw Warriors und Calgary Hitmen aktiv war und insgesamt über 310 Spiele absolvierte. In dieser Zeit wurde er im NHL Entry Draft 2004 in der vierten Runde als insgesamt 109. Spieler von den Carolina Hurricanes aus der National Hockey League (NHL) ausgewählt. 
Nachdem der Verteidiger von 2006 bis 2008 bereits für deren Farmteam aus der American Hockey League (AHL), die Albany River Rats, gespielt hatte, gab er am 7. Dezember 2008 im Spiel gegen die Washington Capitals sein Debüt in der NHL für Carolina. In seinem Rookiejahr bestritt der Kanadier noch vier weitere Spiele für Carolina, in denen er punktlos blieb. Den Rest der Spielzeit verbrachte er erneut bei den River Rats in der AHL. Die Saison 2009/10 begann er ebenso in Albany in der AHL, bevor er nach 14 Spielen in den NHL-Kader der Hurricanes berufen wurde und sich im Saisonverlauf einen Stammplatz in der Verteidigung erkämpfte. Die Saison 2010/11 begann er bei den Carolina Hurricanes in der NHL, doch nach sieben Spielen wurde er zu den Charlotte Checkers in die AHL geschickt. Ende Februar 2011 wurde er kurz vor der Trade Deadline von den Hurricanes auf die Waiver-Liste gesetzt, von der ihn die Calgary Flames auswählten. Hauptsächlich lief Carson bis zum Ende der Spielzeit 2012/13 aber für deren AHL-Kooperationspartner Abbotsford Heat auf.
Zwischen September 2013 und Frühjahr 2014 stand der Kanadier beim AIK Solna in der Svenska Hockeyligan (SHL) unter Vertrag, mit dem er in die zweite schwedische Spielklasse abstieg. Anschließend verließ Carson den AIK und wurde im Juli 2014 von den Vienna Capitals aus der österreichischen Erste Bank Eishockey Liga (EBEL) unter Vertrag genommen. Dort war der Abwehrspieler ebenso ein Spielzeit aktiv. Erst mit dem Wechsel zu Saimaan Pallo aus der finnischen Liiga im Sommer 2015 fand er für die folgenden drei Jahre eine neue sportliche Heimat. Innerhalb Finnlands wechselte er auf die Saison 2018/19 hin für eine Spielzeit zu KooKoo.
Im Sommer 2019 zog es Carson für drei Jahre in die slowakische Landeshauptstadt Bratislava. Zunächst verbrachte er dort eine Saison beim HC Slovan Bratislava in der slowakischen Extraliga, gefolgt von zwei Spielzeiten – unterbrochen durch die COVID-19-Pandemie – bei den Bratislava Capitals. Die Capitals nahmen am Spielbetrieb der ICE Hockey League, dem Nachfolger der EBEL, teil. Seine letzte Profispielzeit verbrachte Carson ab November 2021 bei den Lausitzer Füchsen in der DEL2, ehe der 36-Jährige seine Karriere im September 2022 für beendet erklärte. Im Anschluss nahm Carson eine Scoutingtätigkeit bei den Nashville Predators aus der NHL auf.

## Erfolge und Auszeichnungen
- 2004 Teilnahme am CHL Top Prospects Game
- 2006 WHL East First All-Star Team

## Karrierestatistik
(Legende zur Spielerstatistik: Sp oder GP = absolvierte Spiele; T oder G = erzielte Tore; V oder A = erzielte Assists; Pkt oder Pts = erzielte Scorerpunkte; SM oder PIM = erhaltene Strafminuten; +/− = Plus/Minus-Bilanz; PP = erzielte Überzahltore; SH = erzielte Unterzahltore; GW = erzielte Siegtore; 1 Play-downs/Relegation; Kursiv: Statistik nicht vollständig)